# Cangey
Cangey – miejscowość i gmina we Francji, w Regionie Centralnym, w departamencie Indre i Loara.
Według danych na rok 1990 gminę zamieszkiwały 722 osoby, a gęstość zaludnienia wynosiła 31 osób/km² (wśród 1842 gmin Regionu Centralnego Cangey plasuje się na 531. miejscu pod względem liczby ludności, natomiast pod względem powierzchni na miejscu 552.).